# Serghei Mureico
Serghei Iurevici Mureico (ros. Сергей Юрьевич Мурейко, Siergiej Jurjewicz Muriejko; bułg. Сергей Мурейко, Sergej Murejko; ur. 2 lipca 1970) – radziecki, od 1993 roku mołdawski a od 1997 roku bułgarski zapaśnik walczący w stylu klasycznym. Trzykrotny olimpijczyk. Brązowy medalista z Atlanty 1996; ósmy w Atenach 2004 i dziewiętnasty w Sydney 2000. Startował w kategorii 120–130 kg.
Dziesięciokrotny uczestnik mistrzostw świata, trzykrotny medalista, srebro w 1993 i 1995. Zdobył osiem medali na mistrzostwach Europy, a na najwyższym stopniu podium stanął w 1997. Drugi w Pucharze Świata w 1990 i 1991 roku.
- Turniej w Atlancie 1996

W pierwszej walce pokonał Gheorghe Amarieiego z Rumunii a potem przegrał z Rosjaninem Aleksandrem Karielinem. Następne walki wygrał, kolejno z Helgerem Hallikiem z Estonii, Tomasem Johanssonem ze Szwecji, Kenichi Suzuki z Japonii, Niemcem René Schiekelem a w pojedynku o brązowy medal z Petrem Kotokiem z Ukrainy.
- Turniej w Sydney 2000

Przegrał z Mihálym Bardosem z Węgier i Rosjaninem Aleksandrem Karielinem.
- Turniej w Atenach 2004

Zwyciężył Marka Mikulskiego i Mindaugasa Mizgaitisa z Litwy a przegrał z Amerykaninem Rulonem Gardnerem.